# Jarosław Niezgoda
Jarosław Niezgoda (Poniatowa, 15 marzo 1995) è un calciatore polacco, di ruolo attaccante, svincolato.

## Carriera

### Club
Comincia a giocare nelle giovanili del Wisła Puławy. Nel 2012 viene promosso in prima squadra. L'8 gennaio 2016 viene acquistato dal Legia Varsavia. Fa parte anche della rosa della seconda squadra. Il 31 agosto 2016 viene ceduto in prestito al Ruch Chorzów. Nel giugno 2017 rientra dal prestito.

### Nazionale
Ha debuttato con la nazionale Under-21 polacca il 23 marzo 2017, in Polonia-Italia (1-2). Ha messo a segno la sua prima rete con la maglia della nazionale Under-21 il 27 marzo 2017, in Polonia-Repubblica Ceca (1-2), in cui ha siglato la rete del momentaneo 1-1. Ha partecipato, con la nazionale Under-21, all'Europeo 2017.

## Palmarès

### Club

#### Competizioni nazionali
- Coppa di Polonia: 1

Legia Varsavia: 2017-2018
- Campionato polacco: 1

Legia Varsavia: 2017-2018